# Parque natural de Pilancones
El parque natural de Pilancones es un parque natural localizado en la mitad meridional de la isla de Gran Canaria (Canarias, España). 
Se encuentra en el interior montañoso de la isla, en el término municipal de San Bartolomé de Tirajana y abarca 5794 ha. Este parque natural linda por el norte con el parque rural del Nublo y por el este con el paisaje protegido de Fataga.

## Toponimia
El vocablo pilancón definía los charcos naturales que quedaban tras la escorrentía del agua por los cauces.

## Descripción
Por sus características este espacio desempeña un papel importante en la protección de los suelos y la recarga del acuífero por el que discurren hacia el sur varios barrancos de gran interés geomorfológico y belleza paisajística. El pinar de sus cumbres constituye un hábitat en buen estado de conservación con buenas poblaciones avícolas, por lo que se ha incluido en la Zona de especial protección para las aves de la UE; y otro tanto podría decirse de algunos cardonales y tabaibales, y determinados hábitats acuáticos. Hay que destacar, además, la presencia de una de las poblaciones más importantes de dragos de la isla, así como los cañaverales que se forman a lo largo de los pequeños cursos de agua. Por todo el espacio se distribuyen especies amenazadas de la fauna y la flora, y elementos de interés científico.
Está incluido en la Red Canaria de Espacios Naturales Protegidos y en la Red Natura 2000 por estar declarado zona de especial conservación (ZEC). Dentro de este espacio se encuentran los Montes de Utilidad Pública de "La Plata, San Bartolomé y Maspalomas" y "Montaña del Rey".

## Geología
Se trata de una amplia cuenca hidrográfica que comprende los barrancos de Vicentillos, Vicentes, Ayagaures, Chamoriscán y Excusabaraja. Están muy encajados y delimitados por escarpadas laderas caracterizadas por el apilamiento de coladas de cientos de metros de potencia. Los procesos erosivos han dejado en resalte las formaciones en escaleras, a veces convirtiéndose en afiladas crestas, así como mesas volcánicas.
El nombre del parque natural se debe a pequeños hoyos o depresiones en el fondo de los barrancos, erosionados por las aguas torrenciales y que se conocen por pilancones.
Geológicamente es una zona antigua, erosionada tras 9,6 millones de años sin apenas actividad volcánica. Forma parte del abanico fonolítico del sur de la isla, con apilamientos de coladas fonolíticas intercaladas con depósitos de pumitas e ignimbritas, con afloramientos puntuales de basaltos del Ciclo Roque Nublo y el Ciclo Reciente al oeste del espacio, junto a depósitos de deslizamiento gravitacionales.

## Flora
Su nombramiento como ZEC se debe a su alta tasa de endemicidad en flora, de especies como la gildana del Risco Blanco o de Faneque (Teline rosmarinifolia), y por albergar hábitats naturales de interés comunitario como palmerales de Phoenix, pinares endémicos macaronésicos y bosques mediterráneos endémicos de Juniperus ssp. 
La masa predominante es la de pinar de pino canario (Pinus canariensis), abierto, y acompañado de relictos de dragos (Dracaena drago, D. tamaranae), acebuches (Olea cerasiformis), sabinas (Juniperus turbinata ssp. canariensis), cardonales-tabaibales (Euphorbia ssp.), y especies de sustitución como la tabaiba amarga (E. regis-jubae) y jarales (Cistus monspeliensis).
En la zona septentrional y cumbrera aparece el sotobosque de jarones (Cistus horrens), jaras, algunos tomillos (Micromeria benthamii), gamonas (Asphodelus aestivus), y ocasionalmente la orquídea canaria (Orchis patens ssp. canariensis).
Además de abundantes rupícolas, especies del piso basal que conviven con el cardonal-tabaibal y algunos endémicos de la isla como la salvia blanca de Ayagaures (Sideritis sventenii), la ruda grancanaria (Ruta oreojasme), la siempreviva lunaria (Limonium preauxii) y otras especies raras como. En los cauces podemos encontrar saucedas (Salix canariensis), palmerales (Phoenix canariensis), juncales (Scirpus holoschoenus) y cañaverales introducidos (Arundo donax).
Debemos señalar los barrancos de Los Vicentes y Vicentillos de albergar la mejor población del drago de Gran Canaria, con unos 10 ejemplares, especies rara y en peligro de extinción, además de otros endemismos insulares escasos en la isla como la jocama (Teucrium heterophyllum), la mosquera común (Globularia salicina) y la sabina.

### El Pino de Pilancones
El Pino de Pilancones, árbol de la especie Pinus canariensis de más de 500 años de edad, catalogado entre los cien más singulares de España, se derrumbó durante una tormenta que azotó Gran Canaria en 2008, aunque en su muerte fueron determinantes los efectos de los incendios que asolaron parte del centro de la isla durante el verano del 2007.
En 2009 la dendrocronóloga M. Génova (junto a C. Santana y B. Martínez), en un estudio practicado sobre un trozo enviado a la Universidad Politécnica de Madrid, precisó que la datación más fiable obtenida para las secuencias de crecimiento promedio fue de 542 años, la más larga conocida hasta ahora del pino canario. A este dato habría que sumarle el tiempo en alcanzar la altura de la muestra, espacio que se calculó en 8 años. Con ello la época en que germinó Pilancones tuvo que andar muy cerca del invierno de 1457-1458, coincidiendo ya con los años más tardíos del Medievo.

## Fauna

### Vertebrados
La fauna vertebrada se compone de 56 especies de vertebrados terrestres y 5 acuáticos, siendo estos últimos peces introducidos en los embalses como la perca sol, la perca americana, la tilapia, la carpa y el pez gato.
Los reptiles están representados por la lisa rayada grancanaria (Chalcides sexlineatus), endemismo exclusivo de Gran Canaria. Los mamíferos se componen por una especie, el murciélago montañero (Hypsugo savii), mientras que el resto son especies introducidas como ratas, erizos morunos, conejos o gatos cimarrones.
La avifauna, la más representada, se componen de los asociados al medio acuático como el chorlitejo chico (Charadrius dubius), la abubilla (Upupa epops), la polla de agua (Gallinula chloropus), la focha común (Fulica atra), la alpispa (Motacilla cinerea canariensis) o la garceta (Egretta garzetta). Otras aves son el exclusivo pico picapinos de Gran Canaria (Dendrocopos major thanneri), el bisbita caminero (Anthus berthelotii), el canario (Serinus canarius), el jilguero (Carduelis carduelis parva), la calandra canaria (Calandrella rufescens), el herrerillo (Parus teneriffae hedwigii), el búho chico (Asio otus canariensis), el cuervo canario (Corvus corax canariensis), el halcón tagorote (Falco pelegrinoides), entre muchos otros.
Estas cuencas de barrancos también han acogido especies exóticas naturalizadas como el inseparable de Fischer (Agapornis fischeri), el inseparable cabecinegro (A. personatus), la cotorra de Kramer (Pssitacula krameri), la cotorra argentina (Myiopsita monachus) o el pico de coral (Estrilda astrild).

### Invertebrados
La diversidad de hábitats conlleva un número de especies considerable, con más de 300, siendo 180 de ellas endémicas de Canarias y 62 endémicas exclusivas de Gran Canaria.
Los arácnidos con 4 especies endémicas exclusivas como la Dysdera tilonensis, el Mesiotelus grancanariensis, la araña patuda (Pholcus multidentatus) y la Zimirina grancanariensis. Los diplópodos con el endemismo exclusivo milpiés grancanario (Dolichoiulus allauadi), y los moluscos gasterópodos con el exclusivo Plutonia nogalesi. 
La gran mayoría de los endemismos exclusivos son insectos, con el ortóptero exclusivo cigarrón palo de Gran Canaria (Acrostira tamarani); los coleópteros con decenas de endemismos; los lepidópteros con los endemismos grancanarios como la mariposa sátiro de Gran Canaria (Hipparchia tamadabae), la Paradrina rebeli grancanariae y la Gerarctia poliotis teldeensis, además de la canaria mariposa verdirayada oriental (Euchloe belemia hesperidum). Otros endemismos exclusivos con dos dípteros como el brincador del Nublo (Cyphopterum nublum) y el mosquito manso (Bryophaenocladius cuneiformis). Finalmente los himenópteros con 15 especies exclusivas de Gran Canaria, y una del archipiélago, la avispita cazaorugas brillante (Miscophus nitidior).